# Historia święta
Historia święta – kategoria teologii, filozofii historii i fenomenologii religii odnosząca się do obecnego - głównie w kulturze judeochrześcijańskiej (a także kulturze Islamu) - sposobu pojmowania dziejów jako przestrzeni, w której realizuje się Boży zamiar względem człowieka. Historia święta różni się tym od historii świeckiej, że wszystkie wydarzenia w niej obecne mają jawny bądź ukryty sens czy znaczenie związane z wolą Boga. Świętość historii jest także novum (czymś nowym) w odniesieniu do kultur tradycyjnych, w których religijnie znaczące wydarzenia miały miejsce w mitycznym czasie początków i są opisywane np. przez mit o powstaniu człowieka. W teologii chrześcijańskiej, Boże działanie w historii określa się terminem ekonomii zbawienia, co oznacza, że jest to działanie, które dotyczy wszystkich uczestników historii, a zatem wszystkich ludzi.